# Leucascus lobatus
Leucascus lobatus is een sponssoort in de taxonomische indeling van de kalksponzen (Calcarea). De spons leeft in de zee en zijn steencel bestaat uit calciumcarbonaat.
De spons behoort tot het geslacht Leucascus en behoort tot de familie Leucascidae. De wetenschappelijke naam van de soort werd voor het eerst geldig gepubliceerd in 2004 door Rapp.